# تدقيق أداء الحكومة
تركز عملية تدقيق أداء الحكومة على تحسين أداء الحكومة في تقديم البرامج والخدمات. وعلى الرغم من عدم وجود إجماع عام على تعريف هذه العملية، فثمة تعريفات رئيسية توضح الهدف من مراجعة أداء الحكومة. تشير معايير مراجعة أداء الحكومة إلى أن عمليات مراجعة الأداء هي مراجعات توضح النتائج بناءً على تقييم عددٍ كافٍ ومناسب من الأدلة عن طريق مقارنتها بالمعايير". وتُعرِّف، أيضًا، المنظمة الدولية للمؤسسات العليا لتدقيق الحسابات عملية مراجعة الأداء بأنها "فحص مستقل لفعالية وكفاءة تعهدات الحكومة، أو برامجها، أو منظماتها، مع وضع الاقتصاد في الاعتبار، بهدف إحداث تطورات."

## تاريخياً
ظهرت عملية تدقيق أداء الحكومة في أواخر الستينيات من القرن العشرين، برعاية مكتب مساءلة الحكومة الأمريكي (وهو ذراع المراجعة الرئيسي في الحكومة الفيدرالية للولايات المتحدة). وانتشرت عملية تدقيق أداء الحكومة منذ ذلك الحين في معظم حكومات الولايات، والعديد من الحكومات المحلية ذات الإدارة المباشرة. أما على المستوى الدولي، فقد ازدهرت عمليات تدقيق الأداء الحكومي في ظل قيادة المنظمة الدولية للمؤسسات العليا لمراجعة الحسابات (INTOSAI).
تتضمن بلديات أخرى، مثل أوستن، تكساس ، وأتلانتا، جورجيا، وسياتل، واشنطن، وسان دييغو، كاليفورنيا ، وبورتلاند، أوريغون، وسان خوسيه، وغيرها من البلديات الأخرى، مكتباً لمراجع المدينة داخل هيكلها الإداري. ويكون الهدف من هذا المكتب هو ضمان مساءلة الحكومة، وتطوير الاقتصاد، وتحقيق فعالية وكفاءة العمليات الحكومية. وتنشأ استقلالية هذا المكتب من هيكل تقديم التقارير؛ إذ يقدم مراجع المدينة التقارير مباشرةً إلى أعضاء المجلس المُنتخَب وليس لإدارة المدينة. ومن أمثلة الأعمال التي يتولى إجراؤها هذا المكتب: تحديد المعايير للمدن الأخرى التي تنفذ برامج مماثلة، وعقد المقارنات بين أفضل الممارسات أو الهيئات أو الإرشادات، وتقييم مقاييس الأداء للوحدات الموجودة داخل الهيئات، والتحقق من موثوقية نظم تكنولوجيا المعلومات في البلديات، وتقييم الأثر الاقتصادي للبرامج أو الفعاليات، وغير ذلك.
في كندا أيد المراجع العام بقوة أسلوبًا مشابهًا لتطوير الحكومة على جميع المستويات. ويعزز ذلك الجهود الأخرى في البلد، مثل مشروع InfraGuide التابع لاتحاد البلديات الكندية (FCM)، الذي يهدف لتبادل أفضل الممارسات في المشكلات الإدارية المتعلقة بالبنية التحتية للبلديات.

## معايير المراجعة
بوجه عام، تستخدم منظمات مراجعة أداء الحكومة المعايير المُتعارَف عليها في إجراء عمليات مراجعة الأداء. وفي الولايات المتحدة، تستخدم منظمات مراجعة الإداء إما معايير مراجعة الحسابات الحكومية المقبولة عمومًا، المعروفة باسم الكتاب الأصفر، أو إطار الممارسات المهنية الدولية بمعهد مراجعي الحسابات الداخليين، المعروف باسم الكتاب الأحمر.
والجهة التي تنشر الكتاب الأصفر هي مكتب مساءلة الحكومة الأمريكي (GAO). وقد نشر هذا المكتب الإصدار الحالي للكتاب الأصفر في ديسمبر 2011، والذي يُشار إليه باسم معايير 2011 . وتوجه بنود هذه المعايير أية عمليات لمراجعة الأداء تتم بعد 15 ديسمبر 2011. ويكون تاريخ انتهاء سريان عمليات المراجعة المالية والإقرارات يوم 15 ديسمبر 2012 أو بعده.

## منظمات مراجعة أداء الحكومة
تمثل رابطة الحكومات المحلية  المنظمة المهنية المركزية لمنظمات مراجعة أداء الحكومة المحلية في الولايات المتحدة وكندا. وقد تأسست هذه الرابطة في عام 1989، وأخذ عدد أعضائها يتزايد منذ ذلك الحين. ويبلغ عدد أعضائها الآن من المنظمات أكثر من 300 منظمة، في حين يزيد عدد أعضائها الأفراد عن 2000 عضو. ويعكس أعضاؤها تنوعًا هائلاً في منظمات مراجعة أداء الحكومة المحلية، والتي تتراوح ما بين مراكز المراجعة التي يعمل بها شخص واحد فقط وصولاً إلى المراكز التي يزيد عدد العاملين فيها عن 75 فردًا.
تعمل المنظمة الدولية للمؤسسات العليا لمراجعة الحسابات (INTOSAI) كمنظمة عامة لمجتمع مراجعة أداء الحكومة الخارجي. وعلى مدى أكثر من 50 عامًا، قدمت هذه المنظمة إطار عمل مؤسسيًا للمؤسسات العليا لمراجعة الحسابات بهدف تعزيز التنمية ونقل المعرفة، وتطوير مراجعة أداء الحكومة بجميع أنحاء العالم، وتحسين كلٍ من القدرات المهنية لأعضاء المؤسسات العليا لمراجعة الحسابات، وأوضاعهم، وتأثيرهم في بلادهم. واستنادًا إلى شعار المنظمة الدولية للمؤسسات العليا لمراجعة الحسابات، وهو "الخبرات المتبادلة تفيد الجميع"، يأتي تبادل الخبرات بين أعضاء هذه المنظمة وما يسفر عنه ذلك من نتائج كضمان للتقدم الدائم لمراقبة أداء الحكومة في ظل التطورات الجديدة.
والمنظمة الدولية للمؤسسات العليا لمراجعة الحسابات منظمة حرة مستقلة غير سياسية. وهي منظمة غير حكومية تجمعها بالمجلس الاقتصادي والاجتماعي (ECOSOC) التابع للأمم المتحدة علاقة استشارية خاصة.
وقد تأسست هذه المنظمة في عام 1953 بفضل مبادرة إميليو فرناندس كاموس، الذي شغل آنذاك منصب رئيس المؤسسات العليا لمراجعة الحسابات في كوبا. واجتمعت آنذاك 34 مؤسسة في المؤتمر الأول لمنظمة المؤسسات العليا لمراجعة الحسابات في كوبا. وتضم المنظمة الآن 190 عضوًا بعضوية كاملة، و4 أعضاء منتسبين.

## التعريف الدولي
نشرت منظمة المؤسسات العليا لمراجعة الحسابات (INTOSAI) التعريف التالي لعملية مراجعة الأداء:
عملية تدقيق الأداء هي فحص مستقل لفعالية وكفاءة تعهدات الحكومة، أو برامجها، أو منظماتها، مع وضع الاقتصاد في الاعتبار، وبهدف إحداث تطورات.

## وصلات خارجية
- INTOSAI Homepage